# Boudy

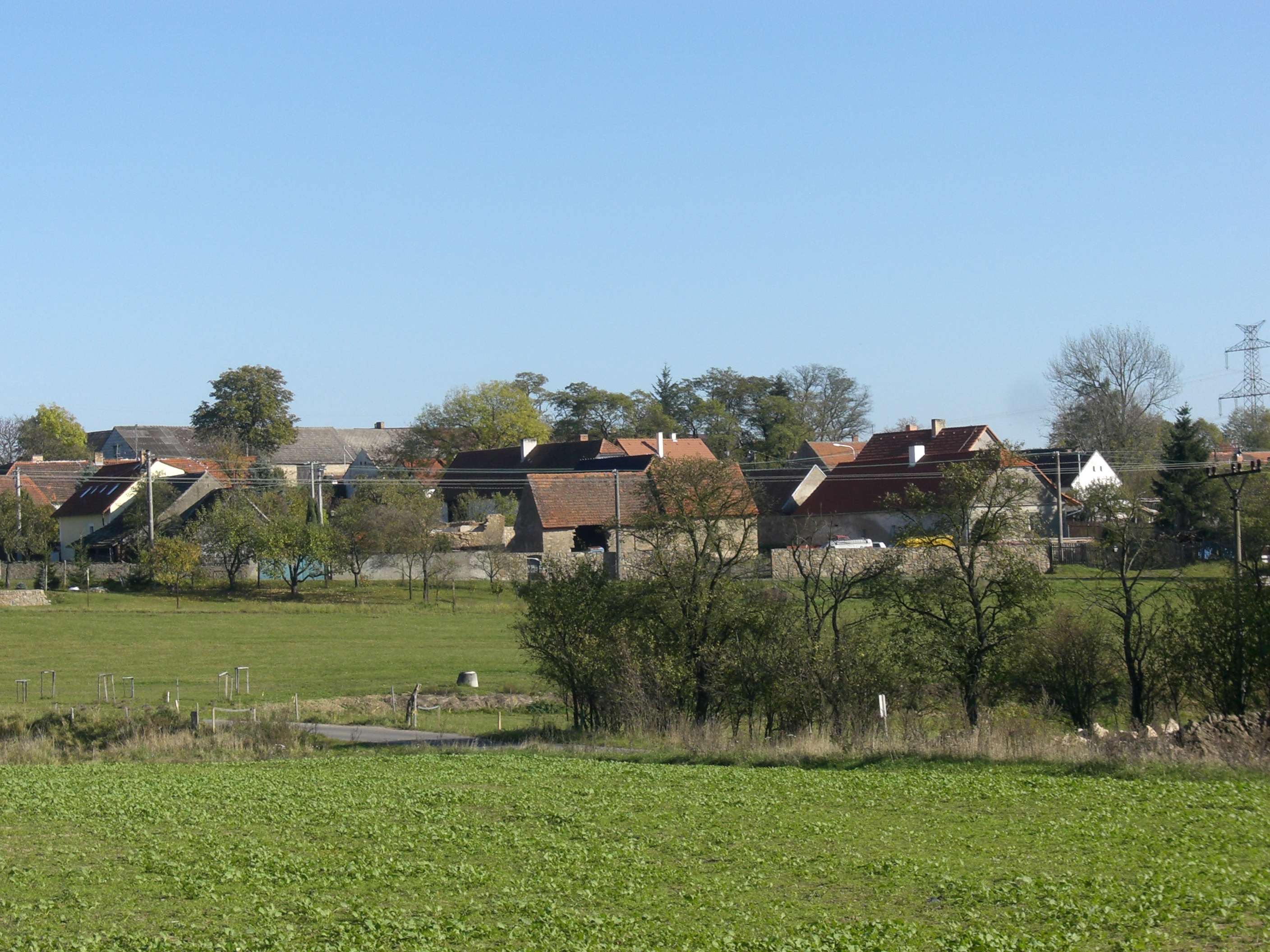
Ortsansicht

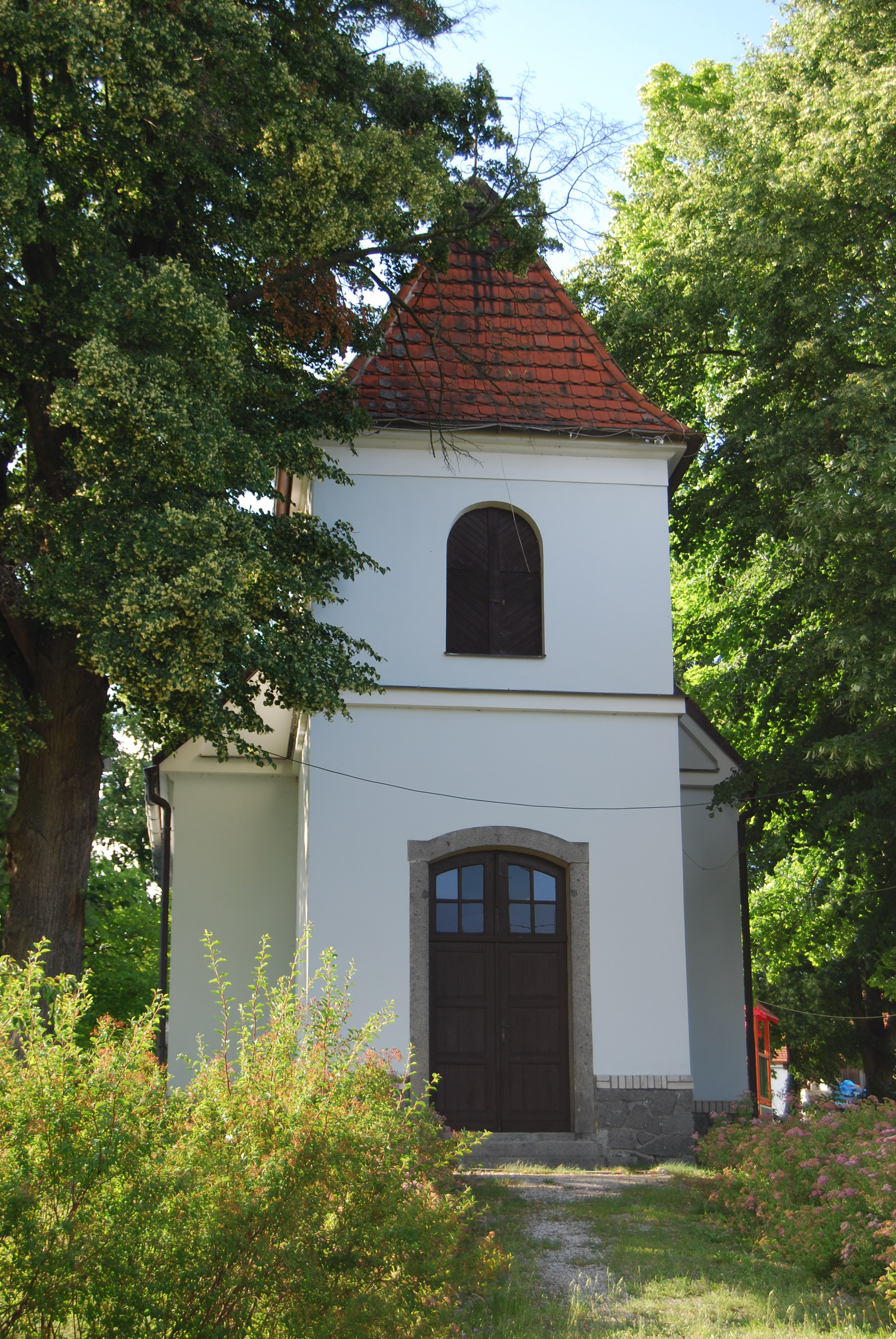
Kapelle der Jungfrau Maria

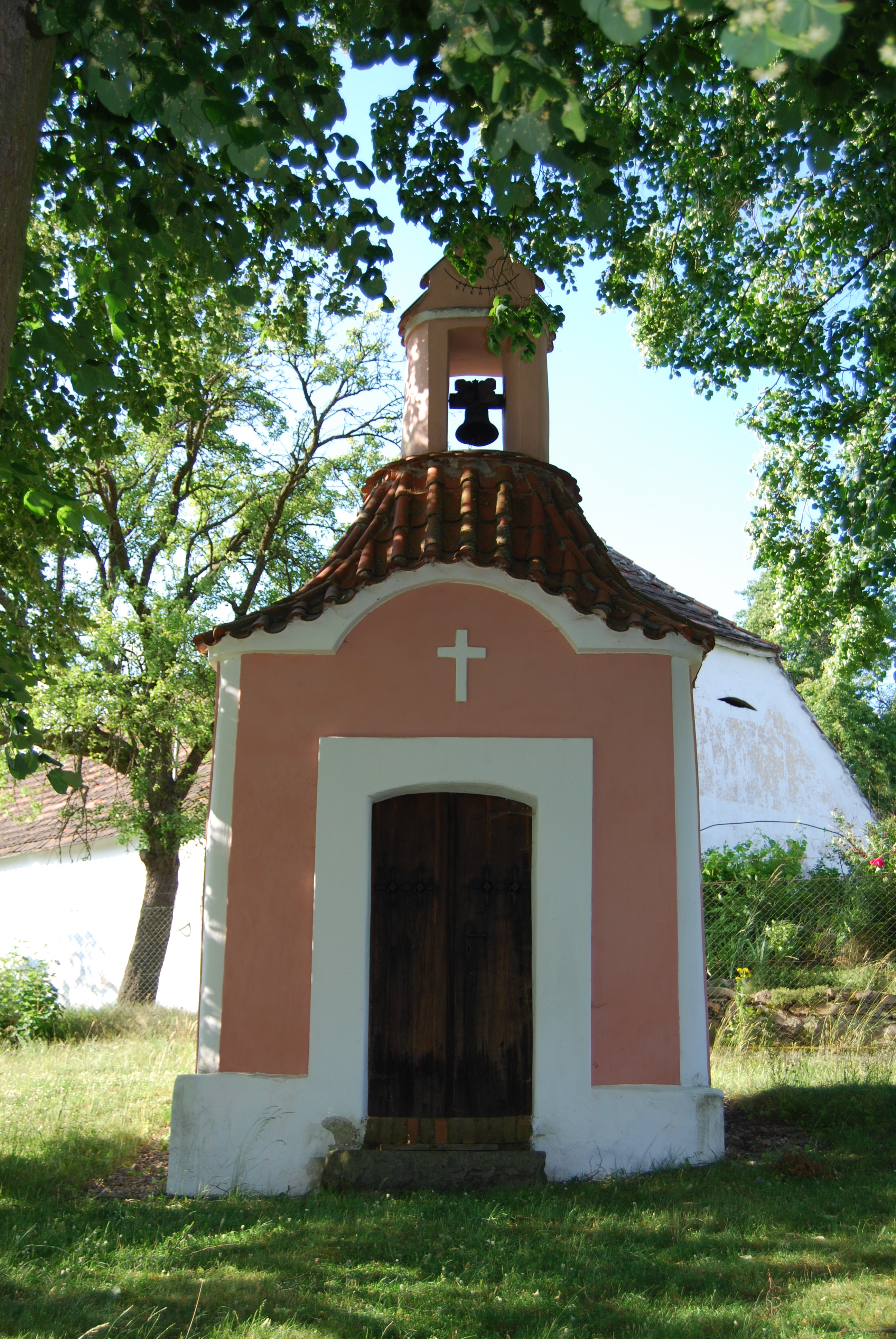
Kapelle des hl. Josef

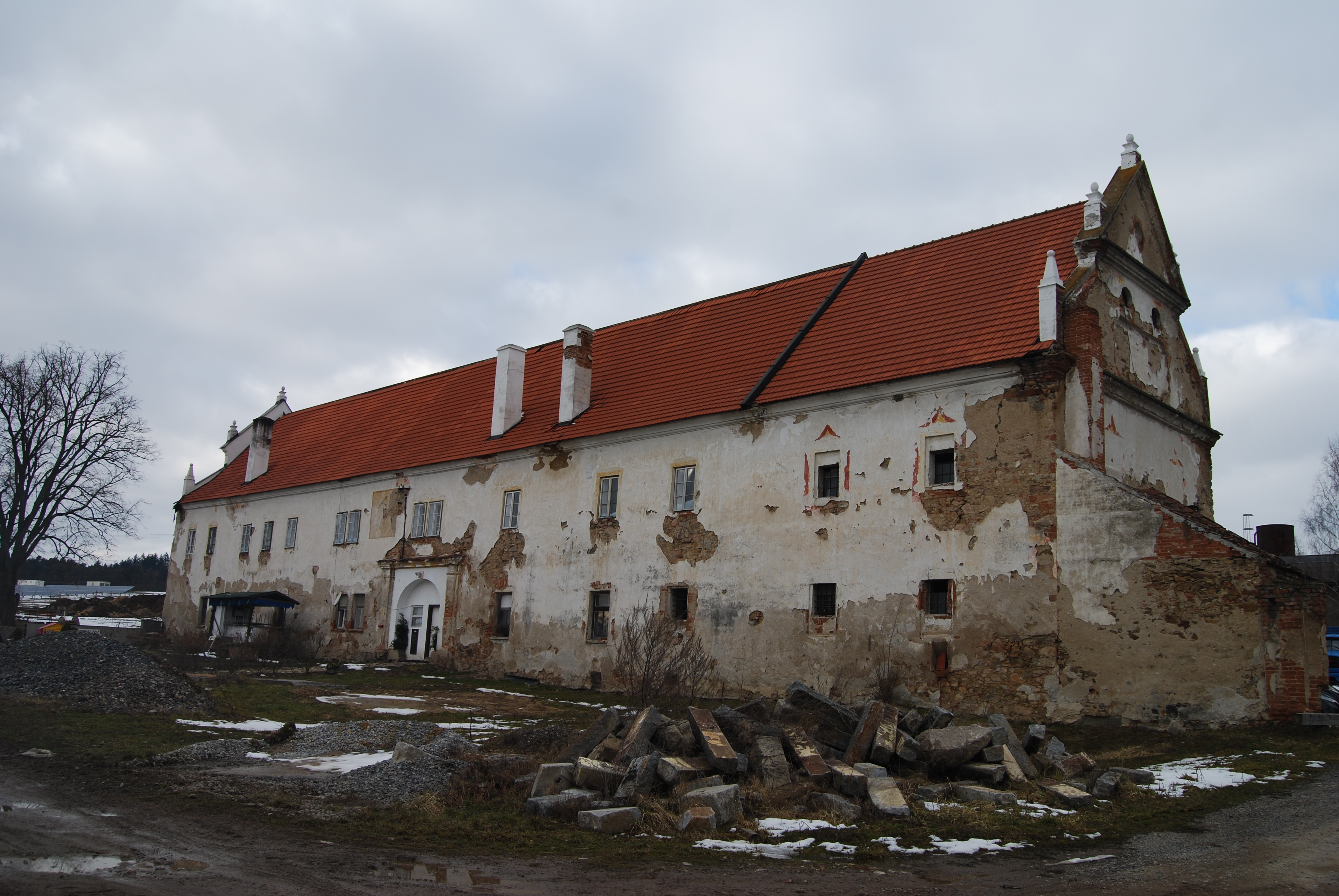
Budský Dvůr

Boudy (deutsch Buda, auch Baudy) ist eine Gemeinde in Tschechien. Sie liegt zwei Kilometer nördlich von Mirotice (Mirotitz) und gehört zum Okres Písek.

## Geographie
Das unregelmäßig angelegte Dorf Boudy erstreckt sich linksseitig des Oberlaufes des Baches Boudský potok in der Písecká pahorkatina (Piseker Hügelland). Östlich des Dorfes verläuft die Staatsstraße I/4, dort befindet sich der Fortbau der Autobahn D 4 in der Planungsphase. Im Nordosten erhebt sich der Chlum (532 m n.m.), südöstlich der Na Vrších (489 m n.m.), im Westen der Malý Kosatín (500 m n.m.), die Zelená hora (514 m n.m.) und der Velký Kosatín (548 m n.m.) sowie nordwestlich der Hrad (574 m n.m.).
Nachbarorte sind Pohoří, Slavkovická Hora und Na Pile im Norden, Rakovice, U Macků und Čimelice im Nordosten, Smetanova Lhota im Osten, Rakovické Chalupy im Südosten, Neradov im Süden, Brabčulka, Kopaniny, Stráž und Míreč im Südwesten, Lučkovice, Komárov und Výšice im Westen sowie Chrást, Na Kozmovci und Svobodka im Nordwesten. 

## Geschichte
Im Jahre 1348 schenkte König Karl I. der königlichen Stadt Písek das königliche Waldgebiet um den Berg Hrad. Die Ansiedlung Boudy entstand nach 1640 zum Ende des Dreißigjährigen Krieges in dem nunmehr von der Herrschaft Čimelitz beanspruchten Wald und wurde 1649 erstmals erwähnt. Die von der Stadt geduldeten Chaluppen auf Schlägen führten zu langwierigen Streitigkeiten mit den Herren Ploth von Konařin auf Čimelitz, die sich als berechtigte Eigentümer des gesamten nördlichen Teils der Píseker Wälder sahen und die Errichtung neuer Siedlungen darin nicht gestatten wollten. Im 18. Jahrhundert war die Siedlung zu dörflichen Strukturen angewachsen. Sie Stadtgemeinde Písek ließ 1712 unterhalb des Dorfes den Meierhof Bauda mit einem Schafstall, Speicher, Stallungen und dem Hofteich anlegen. Die Einschicht Na Parýzu entstand um 1747; das dortige Haus Nr. 36 befindet sich seit acht Generationen im Besitz der Familie Novák, woraus sich auch die gebräuchlichere Bezeichnung U Nováka herleitet. 1785 wurde der Ort – ohne Angabe der Häuserzahl – als Baudy bezeichnet.
Im Jahre 1837 bestand das im Prachiner Kreis gelegene Dorf Buda bzw. Baudy aus 71 Häusern mit 502 Einwohnern, darunter einer jüdischen Familie. Im Ort gab es eine Pottaschensiederei und ein Jägerhaus. Zu Buda konskribiert waren mehrere Einschichten: Bauda (Budský Dvůr) – ein städtischer Meierhof mit Schäferei, Na Breylých (Brejle) – drei Dominikalchaluppen, Komarow (Komárov) – zwei Dominikalchaluppen sowie U Nowaka (U Nováka) – zwei Dominikalchaluppen. Buda war Sitz eines Forstreviers; mit einer bewirtschafteten Fläche von 865 Joch 1037 Quadratklafter war das Budaer Revier um die Berge Hrad, Großer Kosotin, Kleiner Kosotin, Zelená hora und Drdowka das zweitkleinste der sieben Piseker Forstreviere. Pfarrort war Mirotitz. Bis zur Mitte des 19. Jahrhunderts blieb Buda der königlichen Stadt Písek untertänig.
Nach der Aufhebung der Patrimonialherrschaften bildete Boudy / Buda ab 1850 einen Ortsteil der Gemeinde Cerhonice / Cerhonitz im Gerichtsbezirk Mirowitz. 1868 wurde das Dorf dem Bezirk Pisek zugeordnet. Im Jahre 1869 bestand Boudy aus 83 Häusern und hatte 583 Einwohner. 1880 löste sich Boudy von Cerhonice los und bildete eine eigene Gemeinde; mit 610 Einwohnern erreichte die Gemeinde in diesem Jahr ihre höchste Bevölkerungszahl. Im Jahre 1900 hatte Boudy 554 Einwohner, 1910 waren es 504.
Nach dem Ersten Weltkrieg zerfiel der Vielvölkerstaat Österreich-Ungarn, Boudy wurde 1918 Teil der neu gebildeten Tschechoslowakischen Republik. Beim Zensus von 1921 lebten in den 88 Häusern der Gemeinde 467 Personen, davon 466 Tschechen. 1924 wurde am Dorfplatz ein Kriegerdenkmal mit den Namen von 19 im Ersten Weltkrieg gefallenen Einwohnern errichtet. 1930 lebten in den 84 Häusern von Boudy 408 Personen. Zwischen 1939 und 1945 gehörte Boudy / Buda zum Protektorat Böhmen und Mähren. Nach dem Ende des Zweiten Weltkrieges kam Boudy zur wiedererrichteten Tschechoslowakei zurück. Bis zum kommunistischen Februarumsturz von 1948 gehörten der Budský Dvůr und der größte Teil der Gemeindefluren der Stadt Písek. 1950 lebten in den 85 Häusern von Boudy 342 Personen. Im Zuge der Gebietsreform von 1960 wurde Boudy nach Mirotice eingemeindet. Seit dem 1. Januar 1990 besteht die Gemeinde Boudy wieder. 1991 lebten in den 93 Häusern des Dorfes 207 Personen. Beim Zensus von 2011 hatte Boudy 191 Einwohner und bestand aus 114 Wohnhäusern.

## Gemeindegliederung
Für die Gemeinde Boudy sind keine Ortsteile ausgewiesen. Zu Boudy gehören die Einschichten Brejle, Budský Dvůr, Hajnice, U Převrátila und U Nováka bzw. Na Parýzu.

## Sehenswürdigkeiten
- Kapelle der Jungfrau Maria mit Glockenturm am unteren Ende des Dorfplatzes, sie wurde in der zweiten Hälfte des 18. Jahrhunderts während der Regentschaft der böhmischen Königin Maria Theresia errichtet.
- Kapelle des hl. Josef am oberen Ende des Dorfplatzes, erbaut 1804. Der aus Spendengeldern finanzierte Bau konnte wegen Geldmangels erst nach 1807 fertiggestellt werden.
- Nischenkapelle der Jungfrau Maria, am alten Fahrweg nach Pohoří im Wald beim Hegerhaus U Nováka.
- Nischenkapelle in der Gartenmauer gegenüber dem Haus Nr. 35; die Heiligenfigur ist nicht erhalten.
- Gedenkstein für die Gefallenen des Ersten Weltkrieges, vor der Kapelle des hl. Josef, enthüllt 1924.
- Obelisk des hl. Gunther im Chlumwald an der Straße nach Rakovice. Der sechs Meter hohe Stein wurde wahrscheinlich 1741 auf dem Grab wegen Meuterei hingerichteter französischer Soldaten errichtet. In den drei Nischen befanden sich ursprünglich Figuren der böhmischen Landesheiligen Wenzel, Ludmilla und Gunther.
- Wackelstein auf dem Malý Kosatín, der Granitblock hat eine Abmessung von 1,1 × 2,6 × 2,1 m. In seiner Umgebung wurden Keramikreste gefunden, die wahrscheinlich mit der Wallburg auf dem Hrad in Verbindung stehen-[6]
- Naturdenkmal Malý Kosatín, Feuchtgebiet am Fuße des Malý Kosatín und des Velký Kosatín.
- Gruppe von zehn niedrigen Hügelgräbern der Hallstattkultur am Malý Kosatín.
- Reste einer Wallburg (hradiště) der Hallstatt- und Latènezeit auf dem Hrad (Hrad u Čimelic). Sie wurde zwischen dem 7. und der zweiten Hälfte des 5. Jahrhunderts v. Chr. errichtet und war von zwei Wällen umgeben, von denen der gut erhaltene innere Wall eine Breite von bis zu 13 m hatte. Vermutlich diente sie nur zu Schutzzwecken oder als Heiligtum und war nicht bewohnt.[7]
- Durch den Ort führt der Aleš-Lehrpfad (Alšova naučná stezka). Mikoláš Aleš lernte seine aus Boudy stammende Frau Marina Kailová (1858–1941) während eines Besuches bei seinem Freund Vilém Kail auf dem Hof Bauda kennen und heiratete sie 1879.
- Zahlreiche Weg- und Flurkreuze, darunter:
  - Obermajer-Kreuz, das im Dorf befindliche gusseiserne Kreuz auf einem dekorativen Steinsockel wurde von den Eheleuten Vojtěch und Anna Obermajer gestiftet.
  - Gedenkkreuz der Familie Boček, das mit Pflanzenmotiven verzierte Kreuz mit Bildnissen von Josef und Antonín Boček sowie einer Engelsfigur am Sockel erinnert an die beiden 1916 bzw. 1919 in Italien bzw. der Slowakei gefallenen Söhne. Unterhalb davon befindet sich eine beschädigte Plakette mit einem Bildnis des während des Prager Aufstandes am 6. Mai 1945 auf dem Wilson-Bahnhof erschossenen Karel Boček.
- Nachlinger-Kreuz am Wegkreuz unterhalb der Zelená hora bei Hájkovna, es wurde 1883 von den Eheleuten Anna und Matěj Nachlinger gestiftet.
- Novák-Kreuz in U Nováků, gestiftet 1853 durch Vojtěch Novák und 1971 durch Marie Nováková erneuert. Der Überlieferung nach soll es an die dreijährige Barbora Nováková, die 1825 in einem Weiher beim Haus Nr. 36 ertrank, erinnern. Die mit dem Kreuz verbundene Legende inspirierte die Schriftstellerin Teréza Nováková zu ihrer Erzählung Železný kříž (Das eiserne Kreuz).